# اولین شرکت بازرگانی و پیمانکاری کویتی
اولین شرکت بازرگانی و پیمانکاری کویتی که با نام‌های اولین شرکت تجارت کویت و FKTC نیز شناخته می‌شود، یک شرکت ساختمانی است که در سال ۱۹۹۶ توسط ودیح العبسی و محمد معارف تأسیس شد که توسط دولت ایالات متحده در بیش از دویست پروژه در کویت و عراق درگیر بوده است. با این شرکت قرارداد ساخت سفارت ایالات متحده در بغداد در سال ۲۰۰۴ منعقد شد. ساخت سفارت به‌طور رسمی در ۱۲ مه ۲۰۰۸ با هزینه ۷۳۶ میلیون دلار تکمیل شد. گفته می‌شود که مقامات ایالات متحده مسئول این پروژه از کاری که FKTC بر روی سفارت انجام داده بود، راضی بودند.

## اتهامات
این شرکت به خاطر کیفیت فیزیکی کارش، هم به خاطر اتهامات سوءاستفاده از نیروی کار که در شهادت کارمندان سابق این شرکت به کمیته نظارت کنگره ایالات متحده افشا شد، انتقادات اساسی دریافت کرده است. یکی از کارمندان سابق ادعا کرد که این شرکت به این کارگران از میان بسیاری از کشورها، از جمله هند، فیلیپین، آفریقای غربی و چین قول داده بود که در دبی و کویت با دستمزدی به اندازه چهار برابر حقوق فعلی آنها کار خواهند کرد ولی سپس به عراق منتقل شده و مجبور به کار در آنجا شدند.
علاوه بر این، از برخی کارگران هزینه‌های خودسرانه (از ۱۰۰۰ تا ۱۸۰۰ دلار) فقط برای فرصتی برای کار در جاهای دیگر دریافت می‌شد تا به عراق منتقل شوند و گذرنامه‌های آنها جمع‌آوری شود. چندین ماه قبل از آن جلسه، گروه تحقیقاتی غیردولتی کُرپ‌واچ، بر اساس مصاحبه با افسران و کارمندان سابق این شرکت، گزارش داده بود که این شرکت کارگران را فریب می‌دهد، پاسپورت‌های آنها را مصادره می‌کند و در حین کار با آنها بدرفتاری می‌کند. علاوه بر این، مشخص شد که کارگران نه تنها مجبور به تحمل این رفتارها هستند، بلکه محیط زندگی، تغذیه و سیستم مراقبت بهداشتی آنها نیز از کیفیت بسیار پایینی برخوردار است. روری مایبری، مردی که از سوی دولت ایالات متحده برای کمک به نظارت بر برخی از پروژه فرستاده شده است، به یاد می‌آورد که «هیچ گونه پیگیری در مورد مراقبت‌های پزشکی صورت نگرفته بود. مردم سرمست روی مسکن‌ها با زخم‌های بسته نشده و عفونت‌های زیادی در اطراف راه می‌رفتند… این تصور که در آنجا بهداشتی وجود داشت، حتی مسخره به نظر می‌رسید. من مطمئن نیستم که آنها حتی حمام هم می‌کردند.»

## پرونده قانونی و ادعاهای دروغین
یکی از کارمندان سابق جان اونز در سال ۲۰۰۸ شکایتی را بر اساس قانون ادعاهای نادرست مطرح کرد و مدعی شد که این شرکت به دلیل کار ناقص در رابطه با سفارت صورت‌حساب اشتباهی صادر کرده است و به دلیل اقدامات انجام شده و ادعای خود را پیگیری می‌کند. دادگاه منطقه ای برای ناحیه شرقی ویرجینیا حکم اجمالی را به شرکت صادر کرد، اما به دلیل فقدان شواهد دال بر کلاهبرداری، حکم در دادگاه تجدید نظر تأیید شد. دادگاه استیناف حوزه چهارم ایالات متحده آمریکا تکرار کرد که قانون ادعاهای نادرست «اشتباهات صادقانه یا ادعاهای نادرست ارائه شده از طریق سهل انگاری صرف را مجازات نمی‌کند».